# البرنامج الوطني للتنمية المجتمعية
البرنامج الوطني للتنمية المجتمعية في المناطق، هو برنامج حكومي سعودي أنشئ بقرار مجلس الوزراء في أكتوبر 2018، لإحداث تنمية مجتمعية عند القيام بالمشاريع التنموية الكبرى.

## المهام
1- وضع السياسات والمعايير فيما يتعلق بمجالات عمله.
2- الاستعانة بالكوادر والقدرات المميزة.
3- القيام باستبيانات واستطلاعات الرأي العام فيما يتعلق بأهدافه.
4- تقويم الأخطار الاجتماعية والاقتصادية وغيرها، المتعلقة بعمليات التنمية المجتمعية في المناطق.
5- القيام بزيارات ميدانية والتواصل مع السكان المستفيدين في مواقع عمليات التنمية المجتمعية في المناطق.
6- إعادة توطين السكان ودعمهم وفق خططه وبرامجه التنفيذية.
7- التنسيق مع الأجهزة فيما يلزم لتنفيذ أعماله.
8- إجراء البحوث والدراسات اللازمة.
9- الاستعانة بمراكز البحوث وبيوت الخبرة والمستشارين على المستويين المحلي والعالمي.
10- تنظيم جلسات عمل ومؤتمرات وندوات بالتعاون مع الأجهزة والجهات المتعلقة بمجالات عمله.